# Gustav Tafel

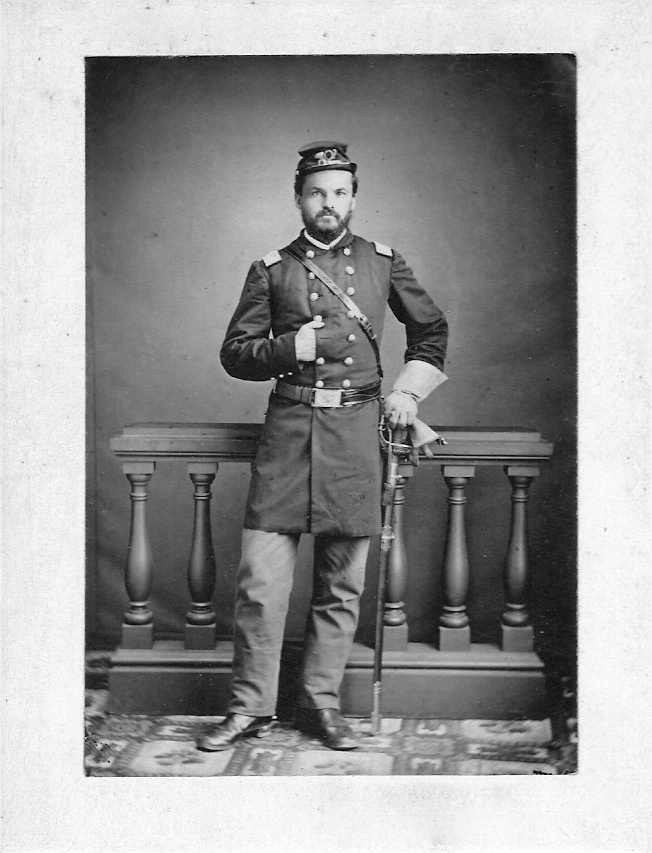
Gustav Tafel als Oberstleutnant der US-Armee (um 1865)

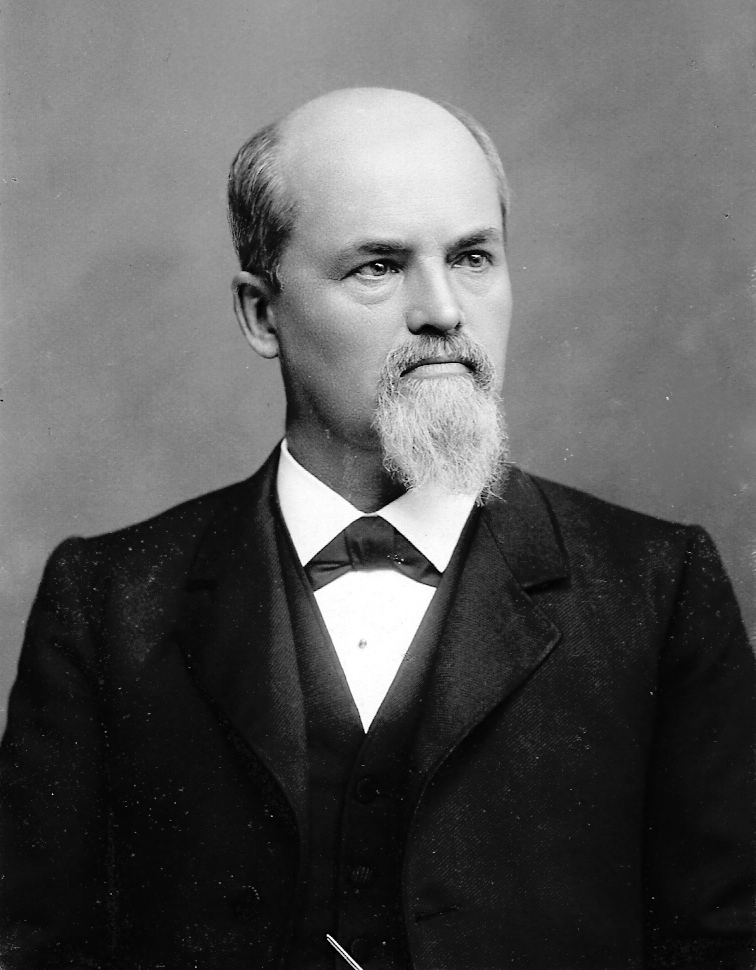
Gustav Tafel als Bürgermeister von Cincinnati (um 1880)

Gustav Rudolf Tafel, auch Gustavus Tafel (* 13. Oktober 1830 in München; † 12. November 1908 in Cincinnati, Ohio, USA) war ein deutschamerikanischer Drucker, Offizier im Amerikanischen Bürgerkrieg und Bürgermeister von Cincinnati.

## Biografie
Tafel wurde 1830 in München geboren. Seine Eltern waren der württembergische Bibelübersetzer Johann Friedrich Leonhard Tafel (1800–1880) und Carolina Luise Vaihinger (1801–1887). Er war mit Therese Dorn (* 15. Oktober 1849 in Triest; † 26. Mai 1909 in Cincinnati/Ohio) verheiratet. Aus der Ehe gingen 11 Kinder hervor.
Im Alter von 18 Jahren, im Jahre 1849, emigrierte Gustav noch vor seinen Eltern zusammen mit seinem Bruder Gustav Albert nach Nordamerika. Die Eltern folgten 1853. In Cincinnati, Ohio fanden die Brüder Unterschlupf bei ihrer Tante Vaihinger, einer Schwester ihrer Mutter. Gustav und Albert Tafel gehörten zu der Auswanderungsgruppe, die Achtundvierziger genannt wurden. Sie wanderten in den Jahren 1848/1849 aus politischen und religiösen Gründen nach Amerika aus.

## Werdegang
Tafel fand in Cincinnati, Ohio mit seiner großen Gemeinde von deutschen Einwanderern eine Anstellung als Drucker und arbeitete sich bis zum Zeitungsredakteur hoch.
Als der Amerikanische Bürgerkrieg ausbrach und Gouverneur William Dennison Freiwillige für die Armee rekrutierte, meldete sich Tafel mit den "Cincinnati Turnverein" und diente im mehrheitlich deutschen 9. Ohio Infanterie Regiment, zuerst als Stabsfeldwebel (First sergeant), ab Juni 1862 als Leutnant (Second lieutenant).
Im August 1862 wurde ihm als Oberstleutnant (Lieutenant Colonel) das Kommando des 106. Infanterie-Regiments (auch als "The 4th German Regiment" bekannt) übertragen. Als das Regiment am 29. Juni 1865 aufgelöst wurde, quittierte auch Tafel den Dienst in der Armee.
Tafel arbeitete anschließend in Cincinnati als Rechtsanwalt. Als Mitglied der Demokratischen Partei war er von 1866 bis 1868 Abgeordneter im Repräsentantenhaus von Ohio und von 1897 bis 1900 Bürgermeister von Cincinnati.